# Woodstock (Oxfordshire)
 For alternative betydninger, se Woodstock. (Se også artikler, som begynder med Woodstock)
Woodstock er en købstad og et sogn, omkring 13 km nordvest for Oxford i West Oxfordshire i Oxfordshire county, England. Folketællingen i 2011 registrerede en sognebefolkning på 3.100.
Blenheim Palace, et UNESCO-verdensarvsområde, ligger ved siden af Woodstock i Blenheim sogn. Winston Churchill blev født i paladset i 1874 og begravet i den nærliggende landsby Bladon. Edvard, ældste søn af kong Edvard 3. og tronarving, blev født på Woodstock herregård den 15. juni 1330. I sin levetid blev han almindeligvis kaldt Edvard af Woodstock, men er i dag kendt som den sorte prins. Under dronning Maria 1.'s regeringstid blev hendes halvsøster Elizabeth fængslet i herregårdens porthus.

## Historie
Navnet Woodstock er af oldengelsk oprindelse og betyder en "bolig i skoven". Dommedagsbogen fra 1086 beskriver Woodstock (Wodestock, Wodestok, Wodestole) som en kongeskov. Æthelred den Rådløse, konge af England, siges at have holdt en forsamling i Woodstock, hvor han udstedte en lovkodeks nu kendt som IX Æthelred. Kong Henrik 1. havde muligvis et menageri i parken. Woodstock var skuepladsen for kong Henrik 2.'s frieri til Rosamund Clifford (Fagre Rosamund). Byens marked blev etableret, da kong Henrik 2. gav Woodstock et kongeligt charter i 1179. Bear Hotel i Park Street overfor Oxfordshire Museum stammer fra det 13. århundrede.
I Hundred Rolls-folketællingen i 1279 beskrives Woodstock som en vill, men der hentydes til en burgess i det samme dokument, og den sendte to medlemmer til parlamentet som en borough i 1302 og 1305. Det tidligst kendte kommunale charter, der blev givet af Henrik 6. i 1453, etablerede landsbyen New Woodstock som en fri borough med et købmandsgilde og indlemmede burgesserne under titlen "borgmester og menighed i villen New Woodstock". Boroughen var fritaget for at sende repræsentanter til parlamentet, men begyndte at sende to medlemmer i det 16. århundrede.
I nærheden af landsbyen lå Woodstock Palace, en bolig, der var populær blandt flere engelske konger gennem middelalderen. Bygningen blev ødelagt i den engelske borgerkrig. 60 år senere blev resterne af paladset ryddet for at gøre plads til byggeriet af Blenheim Palace. Fra det 16. århundrede blomstrede byen ved at lave handsker. I det 17. århundrede ændrede byen sig gevaldigt, da den 1. hertug af Marlborough blev permanent indbygger. Byen havde opbygget en succesrig finstålindustri i 1720, og i 1742 var dens produkter af høj nok kvalitet til at blive betragtet som gangbare diplomatiske gaver. I slutningen af det 18. århundrede havde det udviklet sig til udskårne stålsmykker. I dag er byen i stort omfang afhængig af turister, hvoraf mange besøger Blenheim Palace.

### Klokkestøberi
I 1626 havde James Keene, som ejede et klokkestøberi i Bedford, startet et i Woodstock. Indtil 1640 var et andet medlem af familien, Humphrey Keene, klokkestøber sammen med ham. James døde i 1654 og blev efterfulgt af sin søn Richard. Richard Keene lukkede tilsyneladende Woodstock-støberiet i 1680'erne, men fortsatte med at støbe klokker i Royston, Hertfordshire indtil 1703.
Talrige sognekirker har stadig en eller flere klokker støbt af familien Keene, herunder i Asthall, Bloxham, Cassington, Charlton-on-Otmoor , Chastleton, Chesterton, Duns Tew, Eynsham, Garsington, Islip, Kiddington, Merton, Milton, Oddington, Rousham, Sandford St. Martin, Stanton Harcourt, Steeple Aston, Steeple Barton, Stratton Audley, Tackley, Towersey og Woodeaton i Oxfordshire, Stowe og Water Stratford i Buckinghamshire, Stanton i Gloucestershire, Middleton Cheney i Northamptonshire og Martley i Worcestershire.

## Blenheim Palace
Paladset blev designet af John Vanbrugh, i en tung italiensk-korintisk stil. Det blev tildelt John Churchill, den første hertug af Marlborough. Det meste af paladset blev betalt af nationen. Churchill havde fået herregården til evig tid til ære for sine sejre over franskmændene og bayerne i slaget ved Blenheim i 1704 under den spanske arvefølgekrig. Den oprindelige herregård, der for det meste var ødelagt, blev revet ned som en del af projektet.
Størstedelen af kunstskattene og kuriositeterne blev solgt fra i 1886, ligesom det store bibliotek blev indsamlet af Charles Spencer, jarl af Sunderland, svigersøn til den første hertug af Marlborough, i 1881. Den storslåede park indeholder Fagre Rosamunds Brønd i nærheden af hendes private bolig. På toppen af en bakke står en søjle til minde om hertugen. Blenheim Park udgør et separat sogn.
Blenheim Palace var den 18. juli 2024 vært for det 4. møde i det europæiske politiske fællesskab.

## Elizabeth 1.
Da Thomas Wyatt ledede et oprør i 1554 for at afsætte dronning Maria 1. og sætte prinsesse Elizabeth på tronen i hendes sted, blev Elizabeth fængslet i en hytte i Woodstock som en sikkerhedsforanstaltning. Hytten blev brugt, fordi det nu tabte Woodstock Palace eller herregård var for faldefærdigt til at huse hende. En undersøgelse i 1551 rapporterede, at "herregården ... gennem mange år er forfaldet." Mens hun var indespærret, skrev Elizabeth et digt: "Meget mistænkes [af] mig, intet bevises kan." Hun blev løsladt i april 1555 efter næsten et år i fangenskab.

## Byen
Floden Glyme deler i en stejl dal byen i New og Old Woodstock. Byen havde to primære forstæder: Hensington mod syd og øst for bymidten, og Old Woodstock mod nord. Woodstock Rådhus blev bygget i 1766 efter tegninger af Sir William Chambers. Almuehusene blev bygget i 1798 på vegne af Caroline, hertuginde af Marlborough. Chaucer's House var engang hjemsted for Englands kansler, Thomas Chaucer, der menes at være søn af digteren Geoffrey Chaucer.
Den engelske kirkes sognekirke Sankt Maria Magdalene har en normannisk døråbning. Kirken har et tårnur, som John Briant fra Hertford lavede i 1792. Sognet er nu en del af Blenheims beneficium, som også omfatter Begbroke, Bladon, Shipton-on-Cherwell og Yarnton. Oxfordshire Museum, museet for Oxfordshire county, optager et stort historisk hus, Fletcher's House, i midten af Woodstock. Museet har en have med kunstværker og en dinosaurhave med en replika i fuld størrelse af en Megalosaurus. Både grundskolen og Marlborough School, gymnasiet, ligger på Shipton Road. Der er børnehavetilbud gennem WUFA (Woodstock Under Fives Association). Oxford School of Drama ligger på Sansom's Farm, i den nordlige del af Woodstock sogn.

## Medier
Lokale nyheder og tv-programmer leveres af BBC South og ITV Meridian. Tv-signaler modtages fra Oxfordsenderen. Lokale radiostationer er BBC Radio Oxford på 95,2 FM, Heart South på 102,6 FM, Greatest Hits Radio South (tidligere Jack FM) på 106,4 FM og Witney Radio, en lokal station, der sender til byen på 90,2 FM. Byen betjenes af de lokale aviser, Oxfordshire Guardian og Bicester Advertiser.

## Sport og fritid
Woodstock har en fodboldklub, Woodstock Town, som spiller på New Road og blev forfremmet til Hellenic Football Leagues første division forud for sæsonen 2008-09.

## Berømte personer
Mary Brook, der skrev om bøn, blev født her omkring 1726. Hendes forfatterskab blev udgivet på flere sprog og i flere udgaver.